# Prunières (Isère)
Prunières település Franciaországban, Isère megyében. Lakosainak száma 378 fő (2022. január 1.). Prunières Susville, Cognet, Mayres-Savel, La Motte-Saint-Martin, La Mure és Saint-Arey községekkel határos.

## Népesség
A település népességének változása:
| Lakosok száma | 331  | 263  | 299  | 373  | 374  | 365  | 355  | 367  | 373  | 378  |
|               | 1968 | 1982 | 1990 | 2006 | 2013 | 2015 | 2017 | 2019 | 2020 | 2022 |